# 賴銘琪
賴銘琪，中華民國外交官、政府官員。畢業於國立臺灣大學政治學系學士／政治學研究所碩士，並前往加拿大、法國、美國進修。曾任駐亞特蘭大臺北經濟文化辦事處三等秘書、外交部新聞文化司第一科長、外交部秘書處秘書、外交部領事事務局文件證明組長、駐美國臺北經濟文化代表處行政組長、駐波士頓臺北經濟文化辦事處總領事銜處長、外交部非政府組織國際事務會執行長、駐舊金山臺北經濟文化辦事處總領事銜處長等職務，現任外交部領事事務局副局長。

## 職業生涯
2015年9月，駐波士頓辦事處長賴銘琪應邀於芬威球場擔任波士頓紅襪與巴尔的摩金莺比賽的開球嘉賓；2016年8月，在賴銘琪的安排下，駐美國代表高碩泰於芬威球場擔任波士頓紅襪與堪萨斯市皇家比賽的開球嘉賓。
2018年2月，處長賴銘琪前往佛蒙特州會見州長史考特，商談希望恢復於2010年因經費問題裁撤的駐台經貿辦事處，而史考特也關心台灣花蓮地震的災情。賴銘琪並會見副州長兼州參議院議長朱克曼、州眾議院議長強生、州眾議院多數黨領袖等人。
2018年7月，對於原定於台灣臺中舉辦的2019年東亞青年運動會被取消一事，外交部非政府組織國際事務會執行長賴銘琪直言，台灣的非政府组织（NGO）在國際上遭受中國打壓的情況一直都存在，尤其是醫療衛生團體，只是程度上的差別。打壓的方式主要分為3種，分別是「競選幹部」、「更改台灣會籍」與「透過其他組織施壓」。
2018年12月，外交部非政府組織國際事務會執行長賴銘琪分別與普賢教育基金會、旧鞋救命國際基督關懷協會、勵馨社會福利事業基金會簽署合作協議書；2020年3月，賴銘琪分別與台灣好鄰居協會、普賢教育基金會暨阿彌陀佛關懷協會非洲執行委員會、羅慧夫顱顏基金會、至善社會福利基金會、勵馨社會福利事業基金會簽署合作協議書，共同投入國際合作與援助計畫。
2019年10月，執行長賴銘琪率團與慈濟基金會泰國分會前往達府的湄索地區出席泰緬邊境难民营成立35週年紀念活動，並與邊境聯合會（Thailand Border Consortium）簽署合作計畫，以及與主要捐助國政府代表共同研商改善邊境移民議題的策略。